# アブドゥ・ディウフ
アブドゥ・ディウフ（Abdou Diouf、1935年9月7日 - ）は、セネガル共和国の政治家。同国大統領、首相などを歴任した。

## 経歴
セネガル（当時はフランス領西アフリカの一部であった）のルーガで生まれた（父はセレール族、母はプル族）。小中学校をサンルイで学んだ。ダカールで法学を学んだ後、パリのフランス海外領国立学校（Ecole nationale de la France d'Outre-Mer ：ENFOM）に学び1960年修了した。
1963年、ディウフはサンゴール大統領の下でセネガル政府高官となり、1968年から1979年まで計画・産業大臣を務め、1970年2月に1962年12月以来廃止されていた首相に任命された。
さらにサンゴール大統領勇退の後、セネガルの第2代大統領に就任（1981年1月1日）し1983年、1988年、1993年に再選された。1996年フランス語圏大賞受賞。1998年キング・ファイサル国際賞イスラーム奉仕部門を受賞。
ディウフはセネガルの声を世界に広めることに尽くした。
ディウフは2000年3月19日、大統領選の決選投票でアブドゥライ・ワッドに敗れ、それ以降、妻のエリザベスとともにフランスに在住している。
2002年10月20日、ディウフはフランス語圏国際機構（Organisation internationale de la Francophonie）の第2代事務総長に選出されている（初代はエジプトのブトロス・ブトロス＝ガーリ(1997年-2002年))。
2003年より2014年までフランコフォニー国際機関の事務総長を務めた。